# Strebausbau

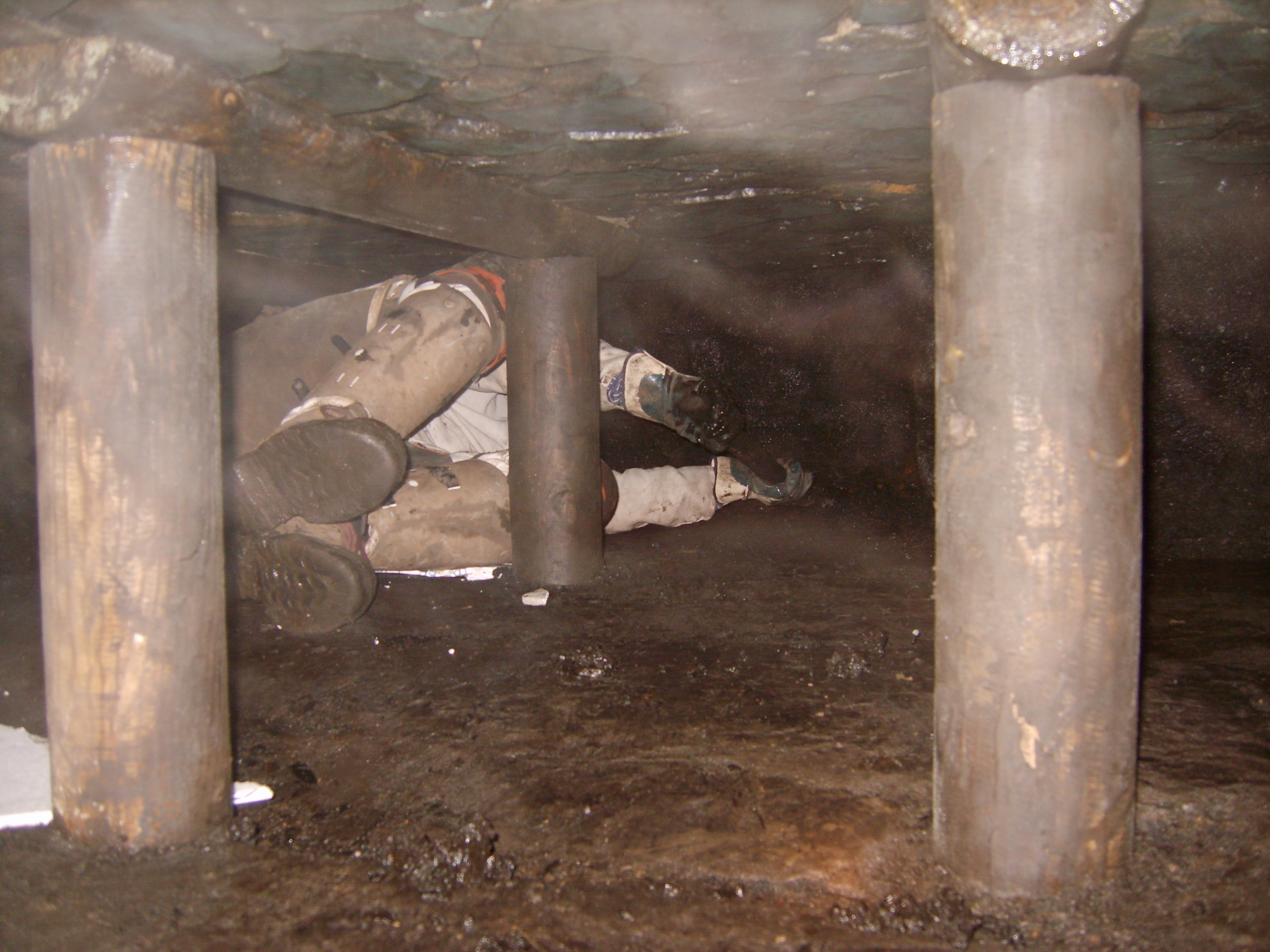
Strebausbau mit Holz

Als Strebausbau bezeichnet man im Bergbau sämtliche Ausbauarten, die dazu dienen, das Hangende zwischen der Abbaufront (Kohlenstoß) und der Versatzkante von nachbrechendem Gestein freizuhalten.

## Geschichte

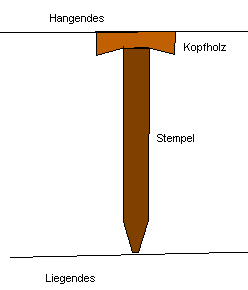
Einzelstempel

Als Ausbaumaterial wurde im Abbau jahrzehntelang Holz eingesetzt. Ab dem Jahr 1925 wurden im Ruhrbergbau die Abbaubetriebe von kleinen Stoßbetrieben auf Streblangfrontbetriebe mit einer Streblänge von 80 bis 150 Meter umgestellt. Als Ausbaumaterial wurde zu dieser Zeit auch weiterhin Holz eingesetzt. Ab dem Jahr 1930 wurde der Holzausbau mehr und mehr durch Reibungsstempel und Stahlkappen verdrängt. Gegen Ende der ersten Hälfte des 20. Jahrhunderts wurden Gelenk-Stahlkappen entwickelt und in den Streben eingesetzt. Ab dem Jahr 1950 wurde die stempelfreie Kohlenfront mit vorkragender Kuppelkappe in den Streben eingeführt. Zur gleichen Zeit wurde die vollmechanische Gewinnung eingeführt, was wiederum dazu führte, dass die Schüttelrutsche in den Streben durch den Kratzkettenförder ersetzt wurde. Ab dem Jahr 1960 wurde der Arbeitsablauf in den Streben weiter mechanisiert, die Reibungsstempel wurden durch hydraulische Einzelstempel ersetzt. Ab dem Jahr 1965 wurde der vollmechanische Schreitausbau in den Streben eingeführt und schon 1970 war dies die überwiegende Art des Strebausbaus. Im Jahr 1981 waren im deutschen Steinkohlenbergbau bereits 98 Prozent aller Strebe mit hydraulischem Schreitausbau ausgerüstet.

## Ausbauarten
Der Strebausbau besteht in der Regel aus Stempeln und Kappen. Man unterscheidet hierbei den reinen Holzausbau, den reinen Metallausbau und den gemischten Ausbau. Beim gemischten Ausbau gibt es die Variante Stempel aus Holz und Kappen aus Metall und die Variante Stempel aus Metall und Kappen aus Holz.

### Holzausbau

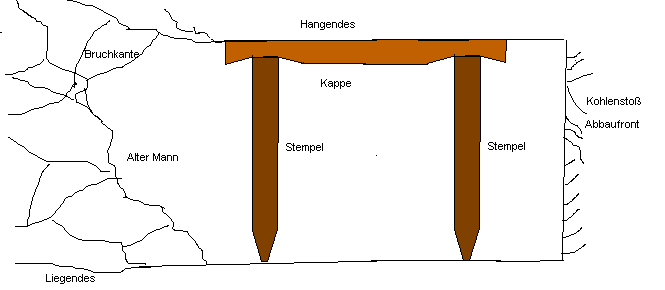
Holzausbau Stempel und Kappe

Die älteste Form des Strebausbaus ist vermutlich der hölzerne Einzelstempel mit einem Kopfholz, dem dann mit mehreren Holzstempeln unterstützte Kappenzüge folgten. Um Ressourcen zu sparen, wurden die Stempel an der Versatzkante geraubt und am Kohlenstoß neu gesetzt. Daneben wurden an besonders belasteten Stellen Pfeiler (Kästen) gesetzt. Diese Pfeiler sind im Geviert aufgestapelte Kästen aus Rundholz oder angeflachtem Rundholz, seltener Kantholz wie zum Beispiel Bahnschwellen. Eine weitere Variante des Holzausbaus war der Holzstempelausbau mit linienhafter Unterstützung. Hierbei wurden Halbhölzer als Kappen benutzt. Strebausbau aus Holz hat unter anderem den Vorteil, dass das Ausbaumaterial leicht zu bearbeiten ist. Allerdings kann das Ausbaumaterial selten wieder verwendet werden. Außerdem muss zur Unterstützung des Hangenden direkt jeweils ein Stempel am Kohlenstoß gesetzt werden.

### Metallausbau
Wird der Strebausbau als reiner Metallausbau erstellt, wird er entweder als Einzelstempelausbau oder als Schreitausbau erstellt.

#### Einzelstempelausbau
Beim Einzelstempelausbau wird der Strebausbau durch mehrere einzelne Stempel in Verbindung mit Kappen realisiert. Anstelle des Ausbaumaterials Holz wird hier Eisen als Ausbaumaterial eingesetzt. Als Kappen wurden zunächst abgelegte Bahnschienen eingesetzt, später in speziellen Konstruktionen wie die der Vanwersch-Kappe. Durch den Einsatz von Stahlstempeln kann der Abstand zur Abbaufront vergrößert werden, dadurch ist es möglich, die Abbaufront stempelfrei zu halten. Dies bringt den Vorteil, dass nun der Einsatz von Gewinnungsmaschinen wie Kohlenhobel oder Walzenschrämlader möglich ist. Beim Stempel ging die Entwicklung über verschiedene Reibungsstempel zum Hydraulikstempel. Verbreitetste Form war der Ferromatik-Stempel. Dieser Stempel wurde in Größen von 0,4 m bis 5,6 m hergestellt und kann mittels von außen zugeführtem Druckwasser (bis zu 160 bar) mit einem Verstellbereich von bis zu 0,8 m gesetzt werden.

#### Schreitausbau

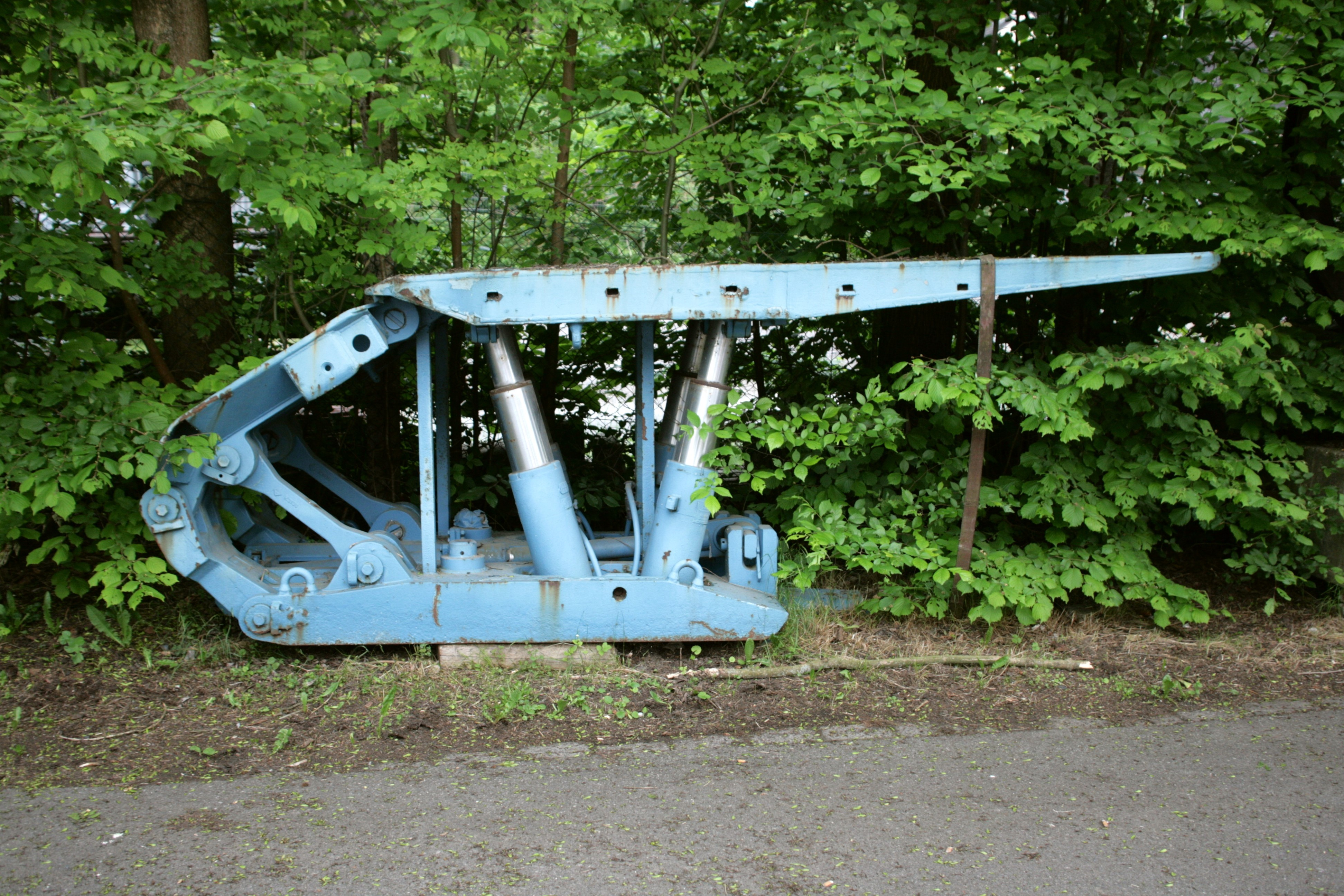
Schildausbau

Als Schreitausbau bezeichnet man alle Ausbaueinheiten, die sich mechanisch fortbewegen. Hierbei werden mehrere hydraulische Stempel zu einer Ausbaugruppe zusammengefasst. Beim Schreitausbau verlaufen alle Arbeitsschritte – Rauben, Vorrücken, Setzen – mechanisch ab. Jede Ausbaueinheit lässt sich über eine Ventilsteuerung betätigen. Die Entwicklung des Schreitausbaus verlief in mehreren Schritten. Um die schwere und gefährliche Arbeit des Ausbauumsetzens zu erleichtern, wurden ab Mitte des 20. Jahrhunderts Ausbaugestelle und Ausbauzüge entwickelt. Je zwei Stempel und eine Kappe wurden starr verbunden und über ein Schreitwerk mit einem weiteren Stempelpaar mit Kappe verbunden. Dieser Ausbauzug mit in Abbaurichtung hintereinander angeordneten Rahmen bewährte sich aber nicht und verschwand bald.
Der nächste Entwicklungsschritt waren die Gespanne. Aus diesen Gespannen wurde der Bockausbau entwickelt. Gespanne und Ausbauböcke werden auch als herkömmlicher Schreitausbau bezeichnet. Letzter Entwicklungsschritt ist der Schildausbau. Schildausbau wird ab einer Mächtigkeit von 0,8 m eingesetzt, eine dieser Schildeinheiten wiegt ca. 7 t. Die größten Ausbauschilde sind bis zu 6 m ausfahrbar und erreichen Gewichte von mehr als 25 t. Die Versorgung des Schreitausbaus mit Hydraulikflüssigkeit erfolgt über eine zentrale Druckerzeugungsanlage. Die Hydraulikflüssigkeit hat einen Druck von bis zu 200 Bar.
Durch die Mechanisierung der Ausbauarbeit mittels Schreitausbau konnte die Abbauleistung um ein Mehrfaches gegenüber der Handarbeit gesteigert werden. Anfänglich kam es beim Ein- und Ausfahren des Schreitausbaus zu mehreren Unfällen. Grund hierfür war die Überdimensionierung der Hydraulikleitungen. Durch diese Überdimensionierung kam es dazu, dass sich der Ausbau schneller als gewohnt senkte oder ausfuhr. Durch entsprechende Drosseleinrichtungen wurden diese Gefahrenquellen beseitigt. Für das Einbringen und Rauben von Schreitausbau gelten im deutschen Bergbau besondere Sicherheitsbestimmungen. Sämtliche Bauteile für den Schreitausbau unterliegen einer Zulassung durch das Landesoberbergamt.

## Sonstiges
Während in den 1950er-Jahren eine Strebausrüstung weniger als 100 t Material umfasste, das im Einsatz mehrmals täglich von Hand umgesetzt wurde, wiegt eine heutige Strebausstattung bis zu 5000 t. Der Einsatz erfolgt mit minimalem menschlichen Aufwand, der logistische Aufwand für Transport von über Tage in die Grube, Ein- und Ausbau (Rauben) ist jedoch beträchtlich.